# Neptunovi obroči
Neptunove obroče sestavlja skupina zelo šibkih koncentričnih obročev in lokov, ki v ekvatorialni ravnini obdajajo planet Neptun. Loki so del zunanjega obroča, ki ga imenujemo Adamsov obroč. Delci v obroču so nenavadno temni, obroči vsebujejo veliko prahu. Štiri Neptunove lune krožijo znotraj najbolj zunanjega obroča.

## Odkritje
Prva znamenja o obstoju Neptunovih obročev so dala opazovanja zvezdnih okultacij, ki so jih izvedli 50-krat. Petkrat so opazili, da je zvezda preden je izginila za Neptunom za trenutek utripnila. To se je zgodilo še enkrat, ko se je pojavila na drugi strani planeta

V letu 1989 je vesoljsko plovilo Voyager 2 letelo mimo Neptuna. Takrat so dobili prve posnetke, ki so dali veliko podatkov o Neptunovih obročih. Posnetki so tudi pokazali, da nekateri obroči izgledajo nepopolni. S površini Zemlje se obroči planetov vidijo vedno v svetlobi, ki pada na obroče. Na posnetkih Voyagerja 2 pa je Sonce za obroči (to pomeni, da sije skozi obroč). Veliki delci v obroču izgledajo temni, drobni delci pa močno svetijo, če je Sonce za njimi. 
Z novimi tipi teleskopov se obroči vidijo tudi s površine Zemlje. Zaradi svetlobe samega Neptuna je obroče težko opaziti tudi z najboljšimi teleskopi. 

## Pregled Neptunovih Obročev
| ime        | polmer tirnice (km) | širina (km) | optična globina | delež prahu | imenovan po                   |
| ---------- | ------------------- | ----------- | --------------- | ----------- | ----------------------------- |
| Galle      | 41.900              | 2000        | 0,00008         | 0,4 – 0,75  | Johann Gottfried Galle        |
| nepotrjeno | < ≈ 50.000          | širok       |                 |             |                               |
| LeVerrier  | 53.200              | 110         | 0,002           | 0,4 – 0,8   | Urbain-Jean Joseph Le Verrier |
| Lassell    | 53.200 — 57.200     | 4000        | 0,00015         | 0,13 – 0,45 | William Lassell               |
| Arago      | 57.200              | <100        |                 |             | François Jean Dominique Arago |
| neimenovan | 61.950              | ozek        |                 |             |                               |
| Adams      | 62.933              | 50          | 0,0045          | 0,17 – 0,55 | John Couch Adams              |

| Ime                                                                     | Širina(km) 1989 | Relativna longituda | Relativna longituda | Dolžina | Dolžina | Jakost   | Jakost   | Opombe        |
| Ime                                                                     | Širina(km) 1989 | 1989                | 2003                | 1989    | 2003    | 1989     | 2003     | Opombe        |
| ----------------------------------------------------------------------- | --------------- | ------------------- | ------------------- | ------- | ------- | -------- | -------- | ------------- |
| Fraternité (Bratstvo)                                                   | 15              | ~0°                 | ~0°                 | 10°     | ~8°     | močan    | močan    | "Zadnji" lok  |
| Égalité (Enakost)                                                       | 15              | ~11°                | ~13°                | ~5°     | ~8°     | močan    | močan    | "Srednji" lok |
| Liberté (Svoboda)                                                       | 15              | ~26°                | ~25°                | 4°      | ~4°     | močan    | slaboten | "Vodeči" lok  |
| Courage (Pogum)                                                         | 15              | ~33°                | ~41°                | ~2°     | ~4°     | slaboten | slaboten |               |
| Vsi loki imajo optično globino okoli 0,12. delež prahu je med 0,4 − 0,8 |                 |                     |                     |         |         |          |          |               |

## Notranji obroči
Notranji obroči vključujejo v smeri proti površini Nueptuna  razen Adamsovega obroča, še:
- neimenovani prašni obroč v tirnici lune Galateje
- veliki Lassellov obroč (1989 N4R) je tanek obroč, ki je širok okoli 4000 km z zunanjim robom na približno 59.200 km.
- ozek  LeVerrierjev obroč (1989 N2R) je drugi najbolj znani Neptunov obroč. Leži zunaj tirnice lune Despine za okoli 700 km. Je zelo prašnat in podoben obročnim lokom.
- notranji Galleov obroč (1989 N3R) je zelo majhen in manj poznan obroč. Leži globoko znotraj najbolj notranje lune Najade. Obroč je zelo prašnat in podoben obročnim lokom.

Slike, ki jih je posnel Voyager 2, kažejo tudi širok disk razpršenega materiala znotraj področja s polmerom 50.000 km. To pomeni, da bi ta disk obkrožal Galleov obroč, vendar ga je težko razločiti zaradi Neptunove svetlobe. Zaradi tega sploh ni zanesljivo, da obstoja.

## Adamsov obroč
Najbolj znan je zunanji obroč, ki se imenuje Adamsov obroč. V primerjavi z obroči Saturna in Urana, ga je zelo težko videti. Dobil je začasno ime 1989 N1R. Ta obroč je znan zato, ker vsebuje svetle loke v obroču. Loki imajo obsegajo od 4 do 10 ° celotnega obroča. Obročni loki so blizu drug drugemu, saj obsegajo okoli 40° po dolžini. Ni jasno zakaj se snov v lokih ne razporedi bolj enakomerno po celem obroču.

Trije loki v obroču imajo imena, ki so jih predlagali odkritelji. Imena so vzeta iz francoske revolucije: Liberté, Égalité, in Fraternité ( kar je v prevodu svoboda, enakost in bratstvo).
Od trinajstih znanih Neptunovih lun, samo štiri kroži znotraj sistema obročev. Adamsovem obroču je najbližja luna Galateja. Ta luna je kepa kamnin, ki kroži okoli Neptuna skoraj z enako hitrostjo kot se planet vrti. Luna je okoli 1.000 km znotraj obroča.

Mnogo znanstvenikov trdi, da obročne loke povzroča Galateja. Obroč ima tudi 42 vijug, ki imajo obliko valov visokih 30 km. Najboljši posnetki, ki jih je naredil Voyager 2 kažejo tudi na gruče materiala v obroču. Ne da pa se povedati ali so to gruče prahu ali so to gruče večjih teles. Vsi obroči imajo veliko prahu, posebno je na prahu bogat Adamsov obroč. Ko je Voyager 2 posnel obroče v položaju, ko je bilo Sonce za njim, je obroč izgledal zelo svetel.
Po pričetku delovanja Vesoljskega teleskopa Hubble in z oporabo adaptivne optike se je raziskovanje Neptunovih obročev močno razmahnilo

Ogotovili so, da so obroči nenavadno aktivni in spremenljivi. Obroča Fraternité (Bratstvo) in Égalité (Enakost) sta izmenjala snov in se povečala v dolžini. Razen tega je Liberté (Svoboda) počasi temnel in je bil leta 2003 še samo 30% tako svetel kot v letu 1989. Tako je bil težje opazen na posnetkih Vesoljskega teleskopa Hubble v junija 2005. Razen tega je dobil dvogrbi profil in se je pomaknil nekaj stopinj bliže obroču Égalité. Obroč Courage (Pogum) je bil v času mimoleta Voyagerja v letu 1998 zelo svetel. Pozneje pa se je premeknil naprej za okoli 8° glede na druge loke in je dobil svojo prejšnjo (nižjo) svetlost. 

Opazovanje v vidni svetlobi kažejo, da skupna količina snovi v lokih ostaja vedno ista. Loki postajajo temnejši samo v infrardeči svetlobi s katero so merili svetlost na začetku
.